# Maskinfabriksaktiebolaget Scania

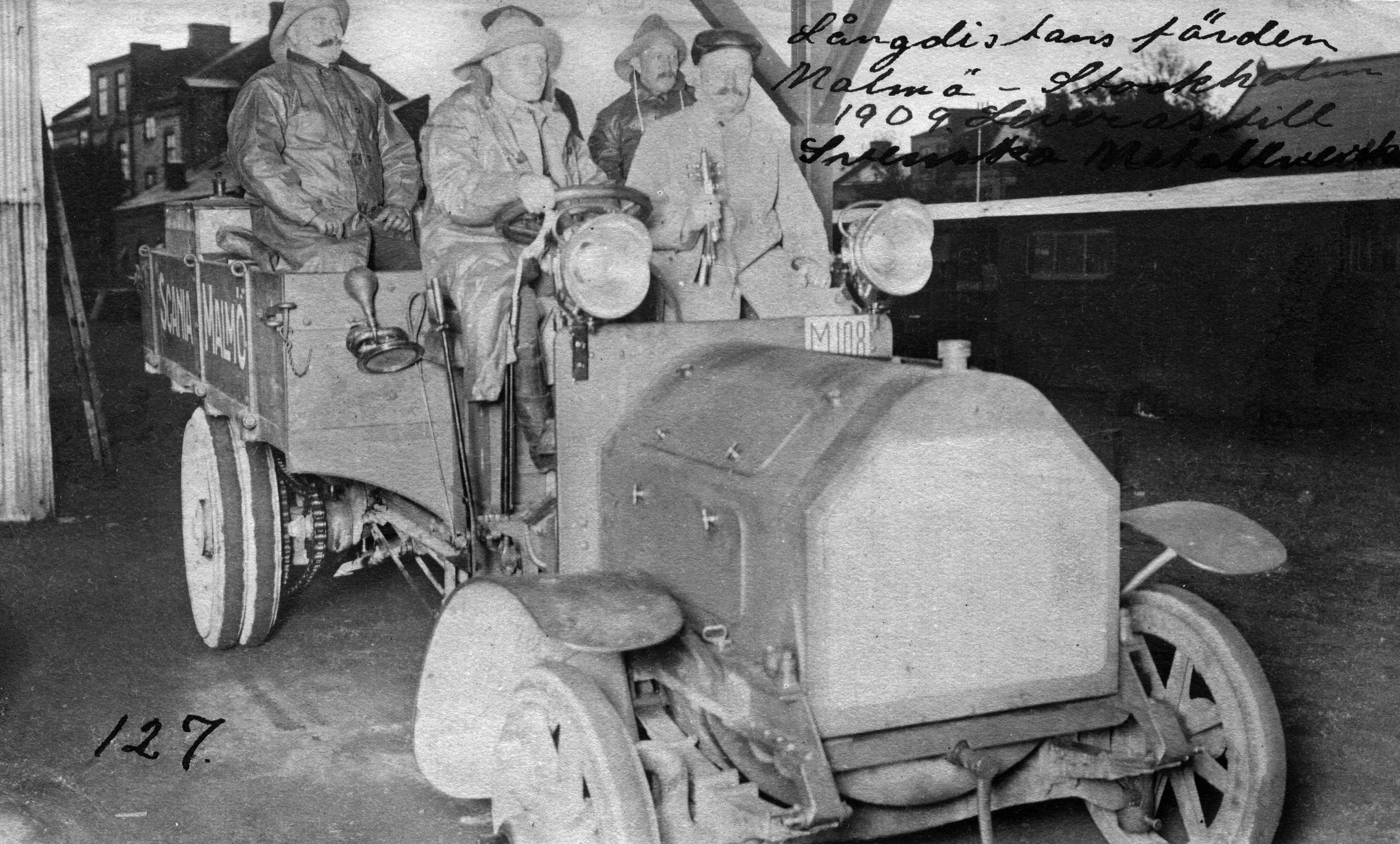
En lastbil från Scania kör 1909 ut från fabriken i Malmö inför den första längre lastbilsfärden genom Sverige.

Maskinfabriksaktiebolaget Scania (Maskin AB Scania) var en svensk cykel- och fordonstillverkare som grundades år 1900 i Malmö. Bolaget övertog velocipedfabriken Humber, som hade etablerat en cykelfabrik i Malmö år 1896 och uppfört en större industrianläggning i södra delen av staden. När verksamheten flyttade till Stockholm kunde det nystartade bolaget ta över både lokaler och cykelproduktion. År 1911 slogs Scaniafabriken i Malmö ihop med fabriken Vabis och märket Scania-Vabis skapades. Huvudkontoret flyttade från Malmö till Södertälje år 1913. Produktionen av lastbilar i Malmö upphörde 1926.

## Tillverkningen
Det tidigare engelskägda företaget omvandlades till att bli ett helsvenskt företag och parallellt med cykeltillverkningen började man tillverka precisionskugghjul, stålvalsar och dammsugningsmaskiner. Motorer var dock företagsledningens stora intresse redan från starten. Ett år efter grundandet lanserade man en cykel med hjälpmotor, en påhängd fransk motor där drivkraften överfördes till bakhjulet med en läderrem.

## Biltillverkningen
Redan från början var fabriksledningen, framför allt verkställande direktören Hilding Hessler och verkstadschefen Reinhold Thorssin, intresserade av bilar och ett år efter starten framtogs tre provexemplar av det som blev Scania Typ A. Fordonet sattes i produktion i slutet av 1902 och blev Sveriges första serietillverkade personbil. En av dessa är bevarad och finns nu på Tekniska museet i Stockholm. Automobilerna var gulmålade och betraktades med misstro av malmöborna så dagstidningarna skapade snabbt begreppet "Gula faran" om Malmös första automobiler.

## Galleri

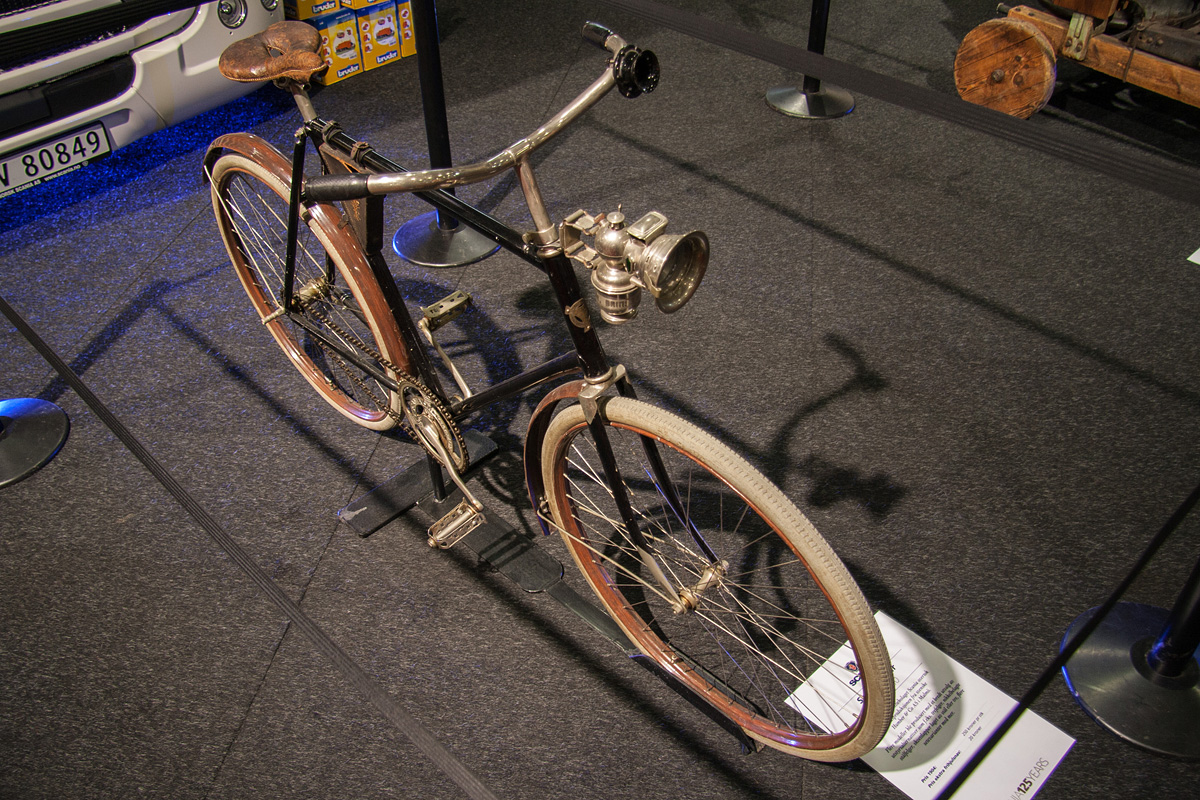
Cykel tillverkad av företaget på en utställning i Norge.
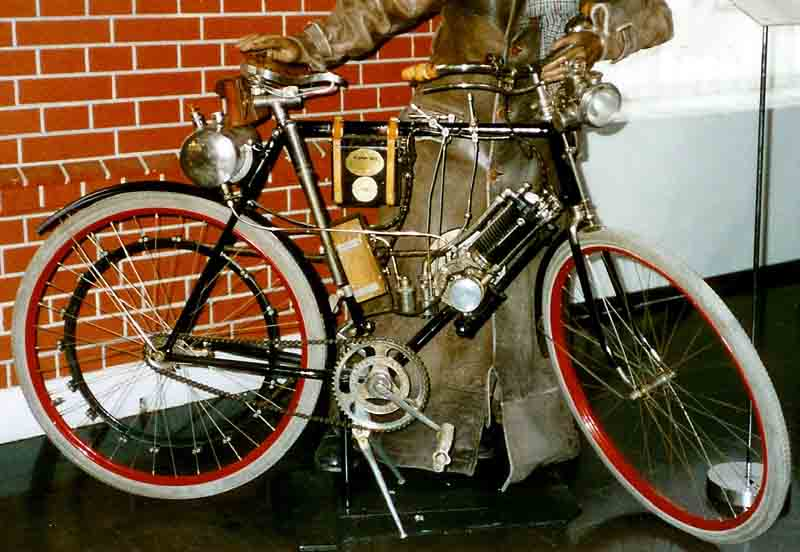
Cykel från 1903.
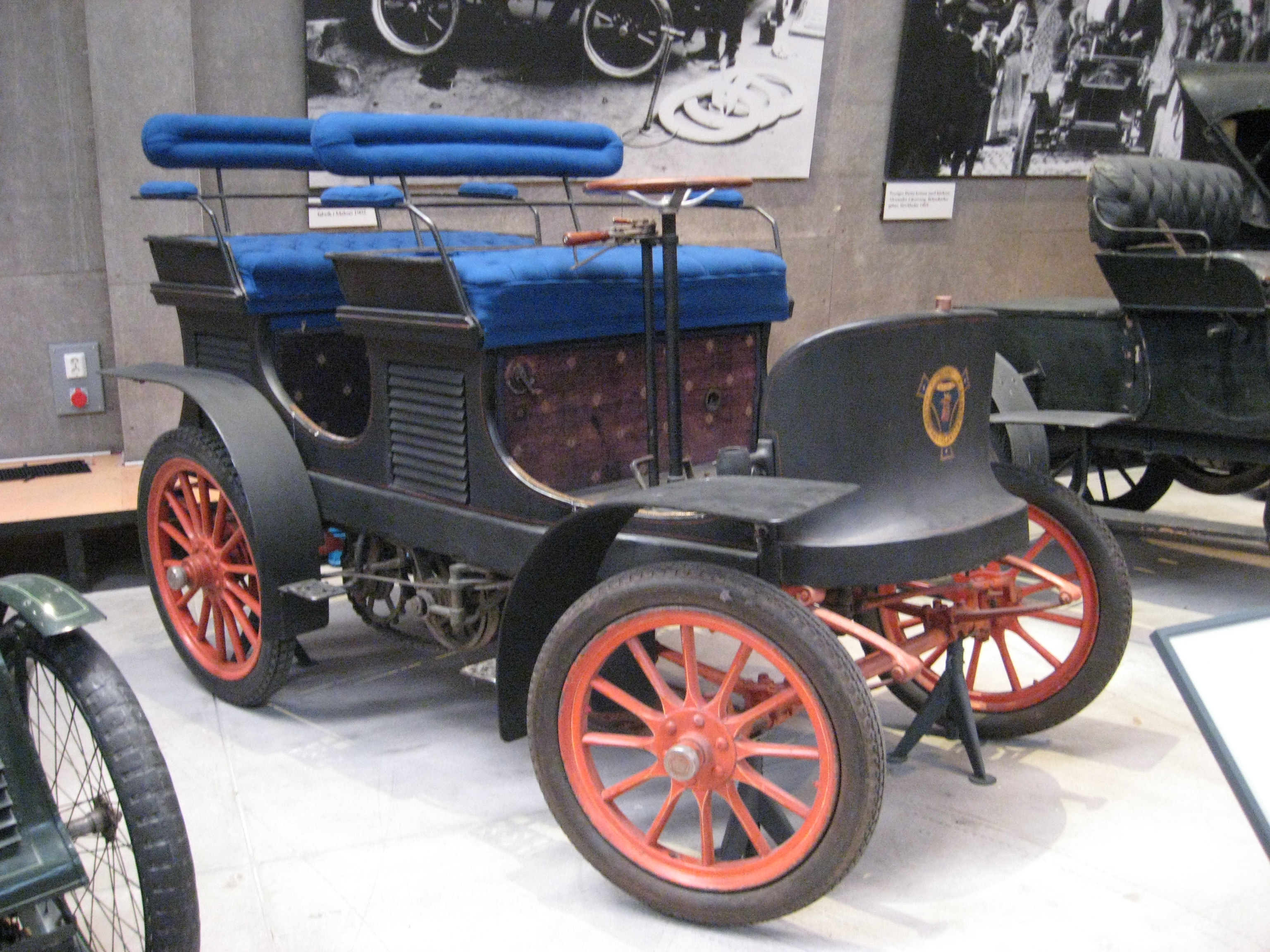
Scanias första bil, tillverkad i tre prototyper mellan 1901 och 1902. Bilen hade en planetväxellåda och gav 6 hk.
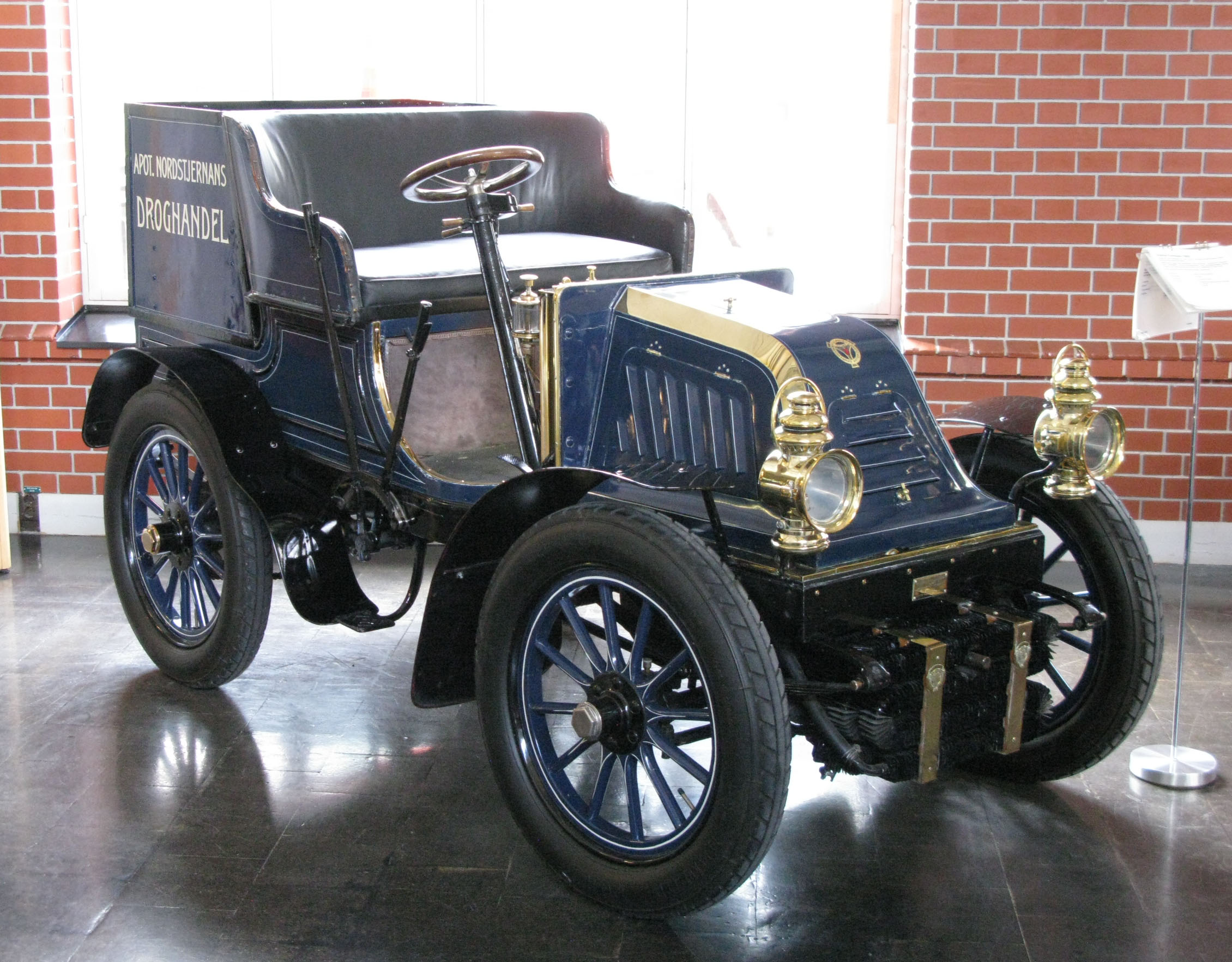
Scania Typ A från 1903, Sveriges första massproducerade bil, på Marcus Wallenberg-hallen.
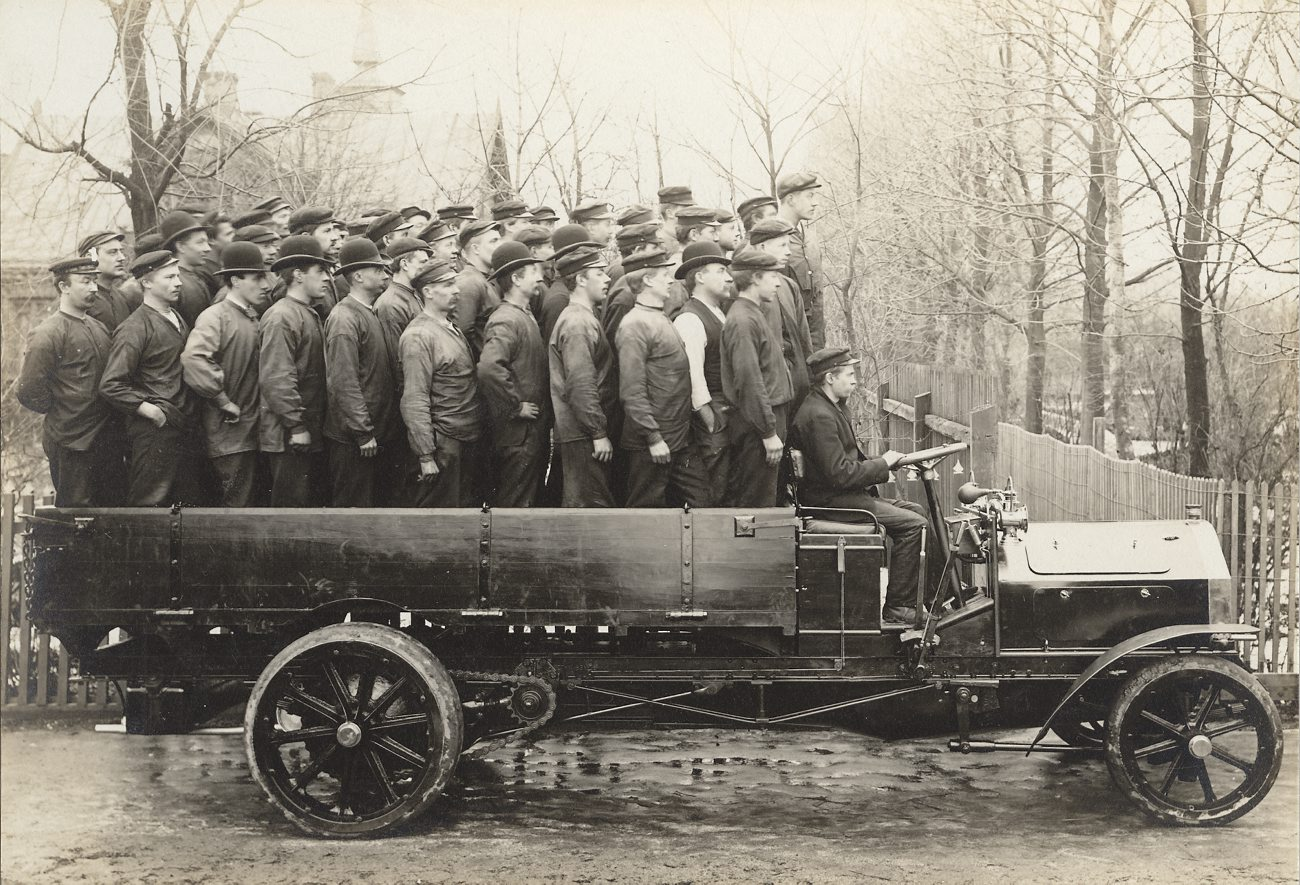
Fullastad Scania Lastauto, 1907-1910.

## Lastbilsfärden Malmö - Stockholm 1909
De första automobilerna var personbilar och så kallade kombibilar där baksätet kunde ersättas av en stor transportlåda, men fabriken övergick snart till lastbilar och blev ledande i Sverige på detta område. Marknadsföringen var viktig och företaget ställde ut sina lastbilar på den stora automobilutställningen i Kristiania (Oslo) 20 maj 1909. Dessförinnan hade man genomfört en spektakulär marknadsföringskampanj där större delen av personalen (41 stycken) ställdes upp på en stor lastbil för fotografering. Bilen lastades därefter med stora mängder bensin, sprit, mat och andra nödvändigheter för de sex män som skulle köra lastbilen till den pågående bilutställningen i Stockholm. Färden, som startade med en last på 1,8 ton, tog tre dagar och för att gardera sig mot punkteringar var bilens däck tillverkade av massivt gummi. 
Lastbilsfärden är Sveriges första längre någonsin och räknades som en stor bedrift.

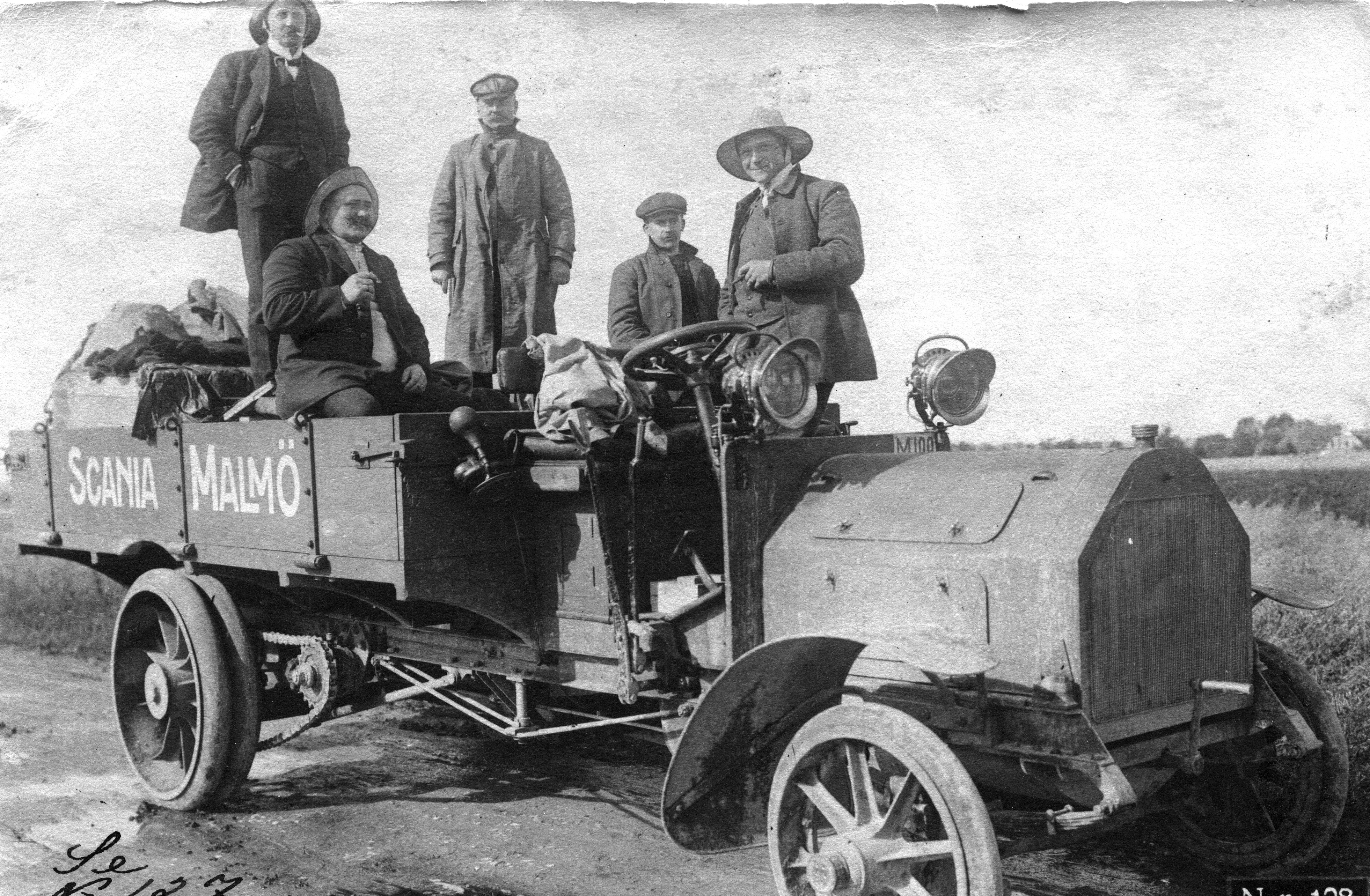
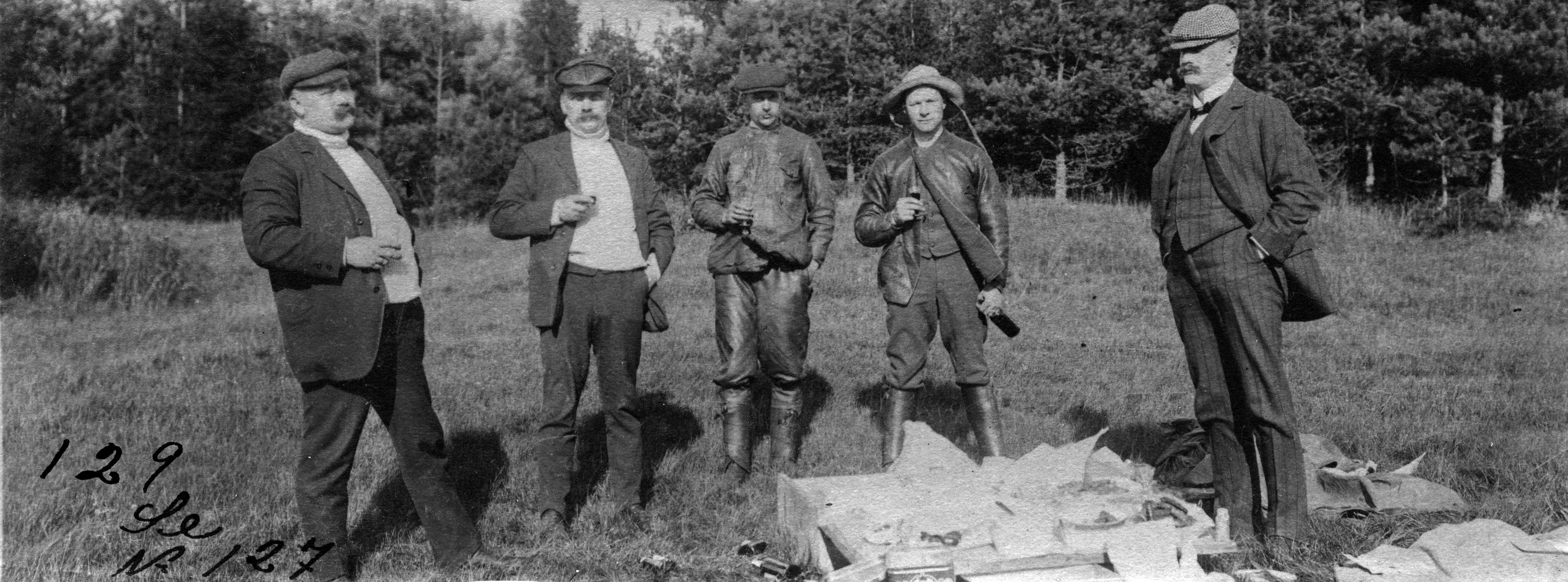
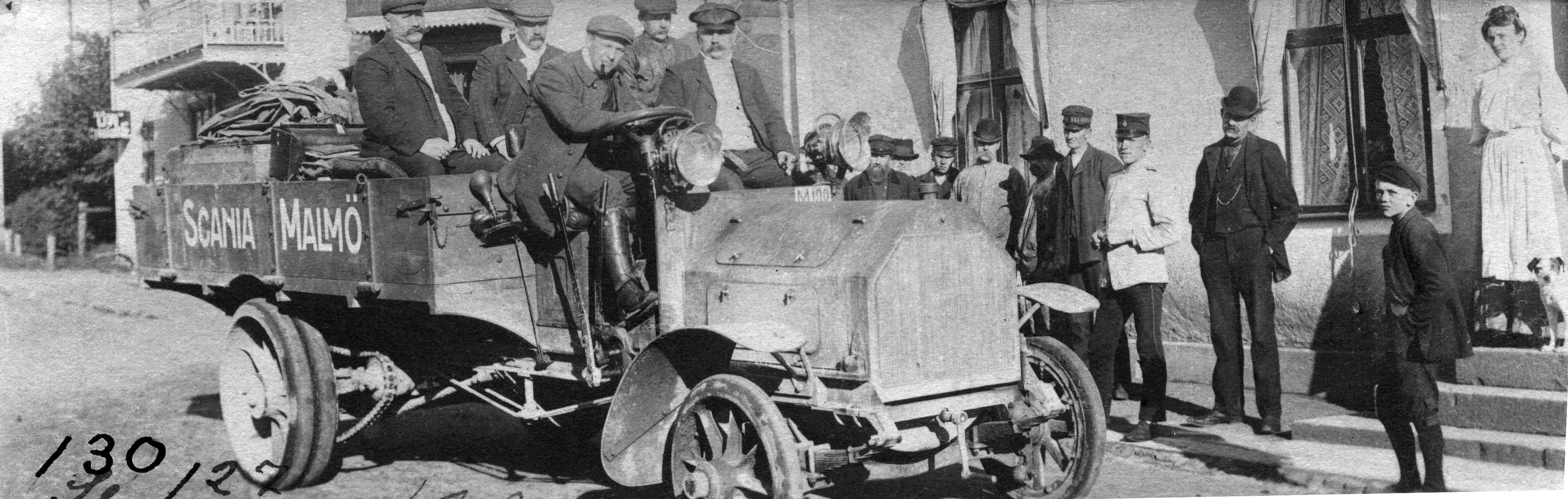
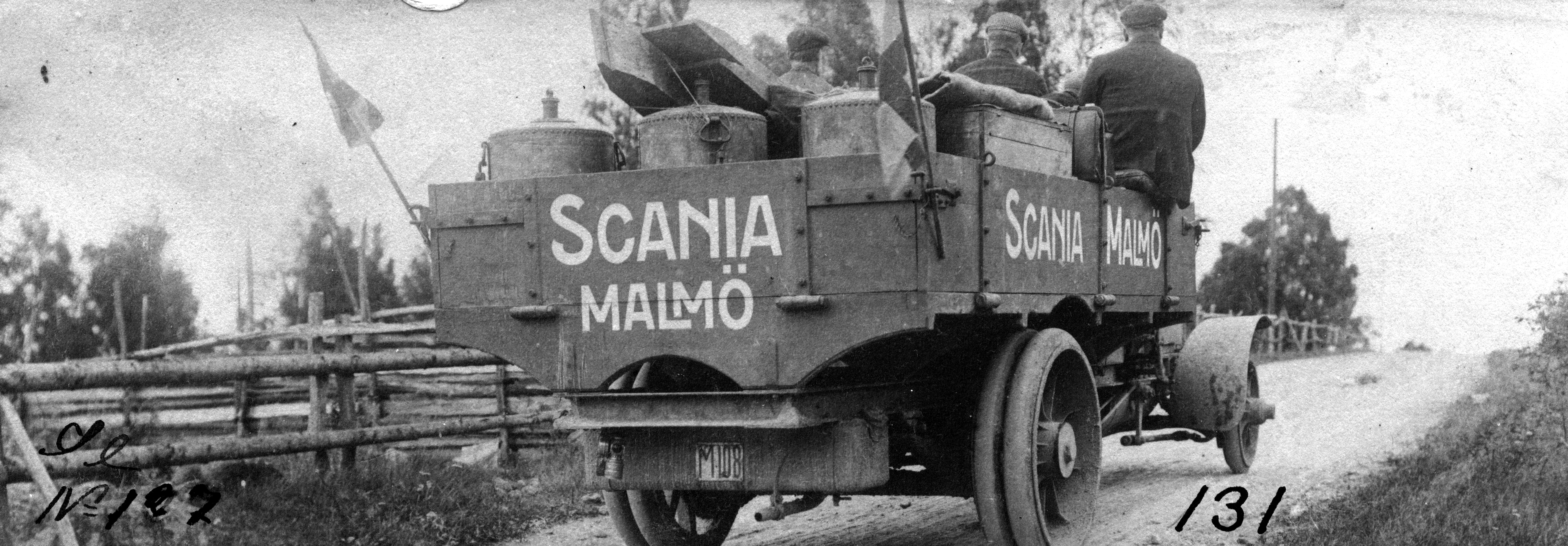